# Eriks Sjællandske Lov
Eriks Sjællandske Lov er en dansk lovbog, der blev nedskrevet i midten af 1200-tallet, men med adskillige tilføjelser i de følgende årtier. Loven dækker samme område som Valdemars Sjællandske Lov, dvs. Sjælland, og fra 1284 også Møn og Lolland-Falster.
Eriks Sjællandske Lov er mere omfangsrig Valdemars Sjællandske Lov. Den blev trykt i 1505 og den blev brugt frem til 1683, da Danske Lov blev udskrevet af Christian 5.
Sammen med Valdemars Sjællandske Lov og Sjællandske Kirkelov betegnes disse tre som Sjællandske Lov.